# Skoki do wody na Mistrzostwach Świata w Pływaniu 2013 – wieża 10 m synchronicznie kobiet
Wieża 10 m synchronicznie kobiet – jedna z konkurencji rozgrywanych podczas Mistrzostw Świata w Pływaniu 2013 w ramach skoków do wody. Eliminacje odbyły się 22 lipca o 10:00, a finał rozegrany został tego samego dnia o godzinie 17:30.
Do eliminacji zgłoszonych zostało 13 par z 13 państw. Dwanaście najlepszych par awansowało do finałowej rywalizacji.
Zwycięzcą konkurencji została chińska para Liu Huixia i Chen Ruolin. Drugie miejsc zajęły Kanadyjki Meaghan Benfeito oraz Roseline Filion, a trzecie Pandelela Rinong i Leong Mun Yee reprezentujące Malezję.

## Wyniki
| Miejsce | Zawodniczki                               | Państwo           | Eliminacje | Eliminacje | Finał  | Finał   |
| Miejsce | Zawodniczki                               | Państwo           | Wynik      | Miejsce    | Wynik  | Miejsce |
| ------- | ----------------------------------------- | ----------------- | ---------- | ---------- | ------ | ------- |
| 01 !    | Liu Huixia Chen Ruolin                    | Chiny             | 340,92     | 1.         | 356,28 | 1.      |
| 02 !    | Meaghan Benfeito Roseline Filion          | Kanada            | 308,40     | 4.         | 331,41 | 2.      |
| 03 !    | Pandelela Rinong Leong Mun Yee            | Malezja           | 310,98     | 3.         | 331,14 | 3.      |
| 4.      | Lara Tarvit Emily Boyd                    | Australia         | 295,92     | 7.         | 309,78 | 4.      |
| 5.      | Tonia Couch Sarah Barrow                  | Wielka Brytania   | 306,54     | 6.         | 309,72 | 5.      |
| 6.      | Paola Espinosa Alejandra Orozco           | Meksyk            | 314,25     | 2.         | 306,39 | 6.      |
| 7.      | Cheyenne Cousineau Samantha Bromberg      | Stany Zjednoczone | 285,15     | 9.         | 301,74 | 7.      |
| 8.      | Julija Timoszynina Jekatierina Pietuchowa | Rosja             | 308,04     | 5.         | 298,32 | 8.      |
| 9.      | Kim Jin-ok Choe Un-gyong                  | Korea Północna    | 285,30     | 8.         | 276,54 | 9.      |
| 10.     | Villő Kormos Zsófia Reisinger             | Węgry             | 256,26     | 12.        | 261,24 | 10.     |
| 11.     | Cho Eun-bi Kim Su-ji                      | Korea Południowa  | 266,82     | 11.        | 259,80 | 11.     |
| 12.     | Maria Kurjo Julia Stolle                  | Niemcy            | 270,72     | 10.        | 253,08 | 12.     |
| 13.     | Dew Setyaningsih Linadini Yasmin          | Indonezja         | 203,67     | 13.        | NQ     | NQ      |